# Centromyrmex brachycola
Centromyrmex brachycola é uma espécie de inseto do gênero Centromyrmex, pertencente à família Formicidae.